# Hoopers Inlet
Pour les articles homonymes, voir Hoopers.
Hoopers Inlet est l'une des deux grandes criques de la côte Pacifique de la péninsule d'Otago, dans l'île du Sud de la Nouvelle-Zélande.

## Description
L'origine du nom est confuse. Une famille de colons appelée Hooper vivait à proximité, mais le nom apparaît sur les cartes réalisées avant leur arrivée dans la région. A. W. Reed suggère que ce nom est une corruption de Cooper's Inlet, du nom de Daniel Cooper, le capitaine du navire Unity, qui a opéré dans la région comme chasseur de phoques. Daniel Cooper a probablement fait escale au cours de l'été 1808-1809. Son officier en chef, Charles Hooper, a, en réalité, probablement donné son nom à Hoopers Inlet
La crique se trouve sur une route traditionnelle empruntée par les Maoris pour la collecte de coquillages, route qui allait d'Otakou à l'actuel St. Clair. Le nom maori de la crique est Puke-tu-roto qui signifie « collines autour d'un lac » ou « collines situées à l'intérieur des terres ». 
Comme la crique voisine de Papanui Inlet (en), Hoopers Inlet est connu pour sa diversité d'oiseaux. La crique se trouve à 2 km au sud de Portobello et est accessible par la route de ce point, ainsi que depuis la ville de Dunedin (dont elle fait administrativement partie), dont le centre se trouve à 15 kilomètres à l'ouest. Les deux bras de mer sont peu profonds et se transforment principalement en vasières et en sable à marée basse.
L'embouchure de Hoopers Inlet est rétrécie par une grande flèche dont la côte vers la mer forme Allans Beach (en). Derrière cette plage se trouve une zone importante de zones humides et de marécages, qui abrite de nombreuses espèces de flore et d'oiseaux. 
Hoopers Inlet est séparé de Papanui Inlet par une bande de terre qui constitue l'isthme d'une péninsule vallonnée contenant le cap Saunders et le point culminant de la péninsule, le mont Charles, culminant à 408 mètres.